# .fi
.fi je vrhovna internetska domena (country code top-level domain - ccTLD) za Finsku. Domenom upravlja FICORA.

## Vanjske poveznice
- IANA .fi whois informacija  Arhivirana inačica izvorne stranice od 29. lipnja 2006. (Wayback Machine)